# Sara Rask
 Sara Rask, née le 16 mars 2000 à Sollentuna, est une  skieuse alpine suédoise.

## Biographie
En 2017, elle participe au premier de ses 5 championnats du monde juniors. Elle y prend la 6e place du slalom en 2018, puis la 8e en 2019.
En avril 2019, elle devient Championne de Suède de slalom géant à Sälen.
En 2020 à Narvik elle est sacrée championne du monde juniors de slalom géant. Cette même année, avec 2 victoires au compteur, elle remporte la Coupe d'Europe de slalom géant et elle prend la 4e place du classement général de la Coupe d'Europe.
En janvier 2021, elle marque son premier point en Coupe du monde dans le slalom de Flachau. Elle termine 4e du slalom géant et 8e du slalom des championnats du monde juniors à Bansko. Avec 4 tops-5, elle prend la 3e place de la Coupe d'Europe de slalom.
En 2023, elle prend la 3e place du classement général de coupe nord-américaine de slalom, puis en 2024 la seconde place de celle de slalom géant, et en 2025 la 5ede celle du slalom. Début avril 2025, elle se classe 3e des championnats des États-Unis.

## Palmarès

### Coupe du monde
- Meilleur classement général : 126e en 2021 avec  1 point.
- Meilleur classement de slalom : 56e en 2021 avec 1 point.
- 23 épreuves disputées
- Meilleur résultat sur une épreuve de coupe du monde  : 30e au slalom de Flachau le 12 janvier 2021.

#### Classements
| Saison / Épreuve | Saison / Épreuve | Général | Général | Descente | Descente | Super G | Super G | Géant  | Géant  | Slalom | Slalom | Combiné | Combiné |
| ---------------- | ---------------- | ------- | ------- | -------- | -------- | ------- | ------- | ------ | ------ | ------ | ------ | ------- | ------- |
| Saison / Épreuve | Saison / Épreuve | Class.  | Points  | Class.   | Points   | Class.  | Points  | Class. | Points | Class. | Points | Class.  | Points  |
| 2021             | 2021             | 126e    | 1       | -        | -        | -       | -       | -      | -      | 56e    | 1      | -       | -       |

### Championnats du monde juniors
| Épreuve / Édition          | Descente | Super G | Slalom géant | Slalom | Combiné | Team event |
| Mondiaux 2017 Åre          | -        | -       | 22e          | 19e    | -       | -          |
| Mondiaux 2018 Davos        | -        | -       | 16e          | 6e     | -       | -          |
| Mondiaux 2019 Val di Fassa | -        | -       | -            | 8e     | -       | -          |
| Mondiaux 2020 Narvik       | -        | -       | Or           | annulé | -       | annulée    |
| Mondiaux 2021 Bansko       | annulé   | 31e     | 4e           | 8e     | annulé  | annulé     |

### Coupe d'Europe
- 5 podiums dont 2 victoires

#### Classements
| Saison / Épreuve | Saison / Épreuve | Général | Général | Descente | Descente | Super G | Super G | Slalom géant | Slalom géant | Slalom | Slalom | Combiné | Combiné |
| ---------------- | ---------------- | ------- | ------- | -------- | -------- | ------- | ------- | ------------ | ------------ | ------ | ------ | ------- | ------- |
| Saison / Épreuve | Saison / Épreuve | Class.  | Points  | Class.   | Points   | Class.  | Points  | Class.       | Points       | Class. | Points | Class.  | Points  |
| 2018             | 2018             | 44e     | 90      | -        | -        | -       | -       | 79e          | 4            | 27e    | 86     | -       | -       |
| 2019             | 2019             | 39e     | 232     | -        | -        | -       | -       | 58e          | 23           | 10e    | 209    | -       |         |
| 2020             | 2020             | 4e      | 247     | -        | -        | -       | -       | 1re          | 350          | 6e     | 280    | -       | -       |
| 2021             | 2021             | 6e      | 457     | -        | -        | -       | -       | 16e          | 160          | 3e     | 297    | -       | -       |

### Coupe nord-américaine
8 podiums dont 2 victoires 

#### Classements
| Saison / Épreuve | Saison / Épreuve | Général | Général | Descente | Descente | Super G | Super G | Géant  | Géant  | Slalom | Slalom | Combiné | Combiné |
| ---------------- | ---------------- | ------- | ------- | -------- | -------- | ------- | ------- | ------ | ------ | ------ | ------ | ------- | ------- |
| Saison / Épreuve | Saison / Épreuve | Class.  | Points  | Class.   | Points   | Class.  | Points  | Class. | Points | Class. | Points | Class.  | Points  |
| 2023             | 2023             | 12e     | 422     | –        | –        | –       | –       | 14e    | 112    | 3e     | 310    | –       | –       |
| 2024             | 2024             | 10e     | 395     | –        | –        | –       | –       | 2e     | 275    | 18e    | 120    | –       | –       |